# ألبرت بالمر (سياسي)
ألبرت بالمر (بالإنجليزية: Albert Palmer) هو سياسي أمريكي، ولد في 17 يناير 1831 في الولايات المتحدة، وتوفي في 21 مايو 1887. حزبياً، نشط في الحزب الجمهوري والحزب الديمقراطي. وقد انتخب عضو مجلس نواب ماساتشوستس.